# ABI Technik
ABI Technik (Untertitel: Zeitschrift für Automation, Bau und Technik im Archiv-, Bibliotheks- und Informationswesen) ist eine deutschsprachige bibliothekarische Fachzeitschrift mit dem Schwerpunkt Automation, Bau und Technik im BID-Bereich. Sie wurde 1981 von Rudolf Frankenberger (Direktor der UB Augsburg), Rolf Fuhlrott (Stellvertr. Dir. der UB Karlsruhe), Werner Rittberger (wiss. techn. Geschäftsführer des FIZ Energie, Physik Mathematik, Karlsruhe) und Peter Peter Schweigler (Direktor der UB der TU München; verantw. Chefredakteur) gegründet. Seit 2022 erscheint die Zeitschrift im  Open Access.
Die ABI Technik erschien seit ihrer Gründung bis Ende 1997 im Verlag Karlheinz Holz (Wiesbaden), danach bis Ende 2010 im Münchener Verlag Neuer Merkur. ab Anfang 2011 erscheint sie im Berliner Verlag De Gruyter Saur. Verantwortlicher Chefredakteur war von 1991 bis 2015 Berndt Dugall, der von 1988 bis 2013 die Universitätsbibliothek Johann Christian Senckenberg; Frankfurt leitete. Seine Nachfolgerin ist Konstanze Söllner (UB Erlangen-Nürnberg).
Die ABI Technik erscheint vierteljährlich.
Die Beiträge der Fachzeitschrift bestehen aus wissenschaftlichen Aufsätzen, Mitteilungen und Rezensionen und stammen von Fachleuten auf dem Gebiet der Bibliothekswissenschaft und der Archivkunde. Sie behandelt beispielsweise Fragen der Bestandserhaltung, den Bibliotheksbau und den Einsatz von modernen Informationssystemen.